# Crecida del Nilo

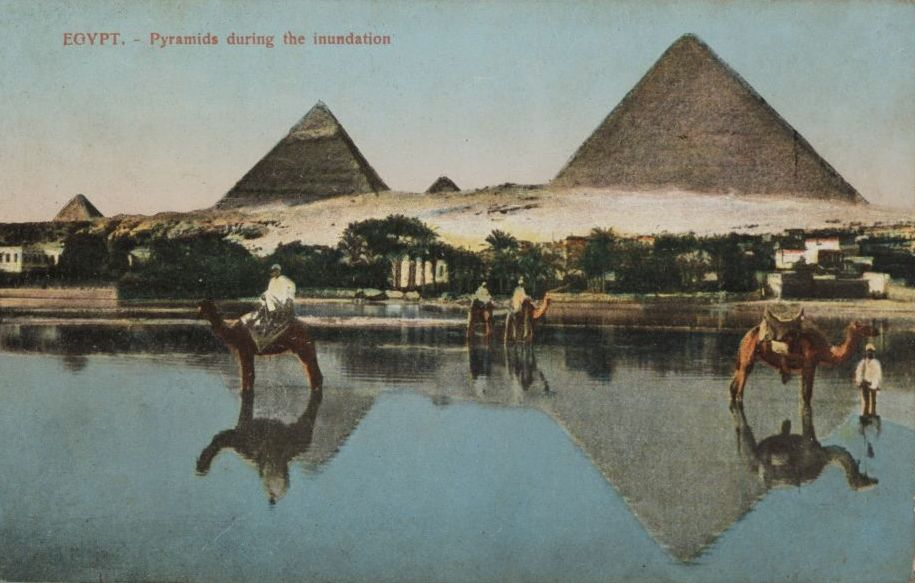
Fotografía coloreada con la crecida del Nilo llegando hasta las proximidades de las Pirámides de Giza.

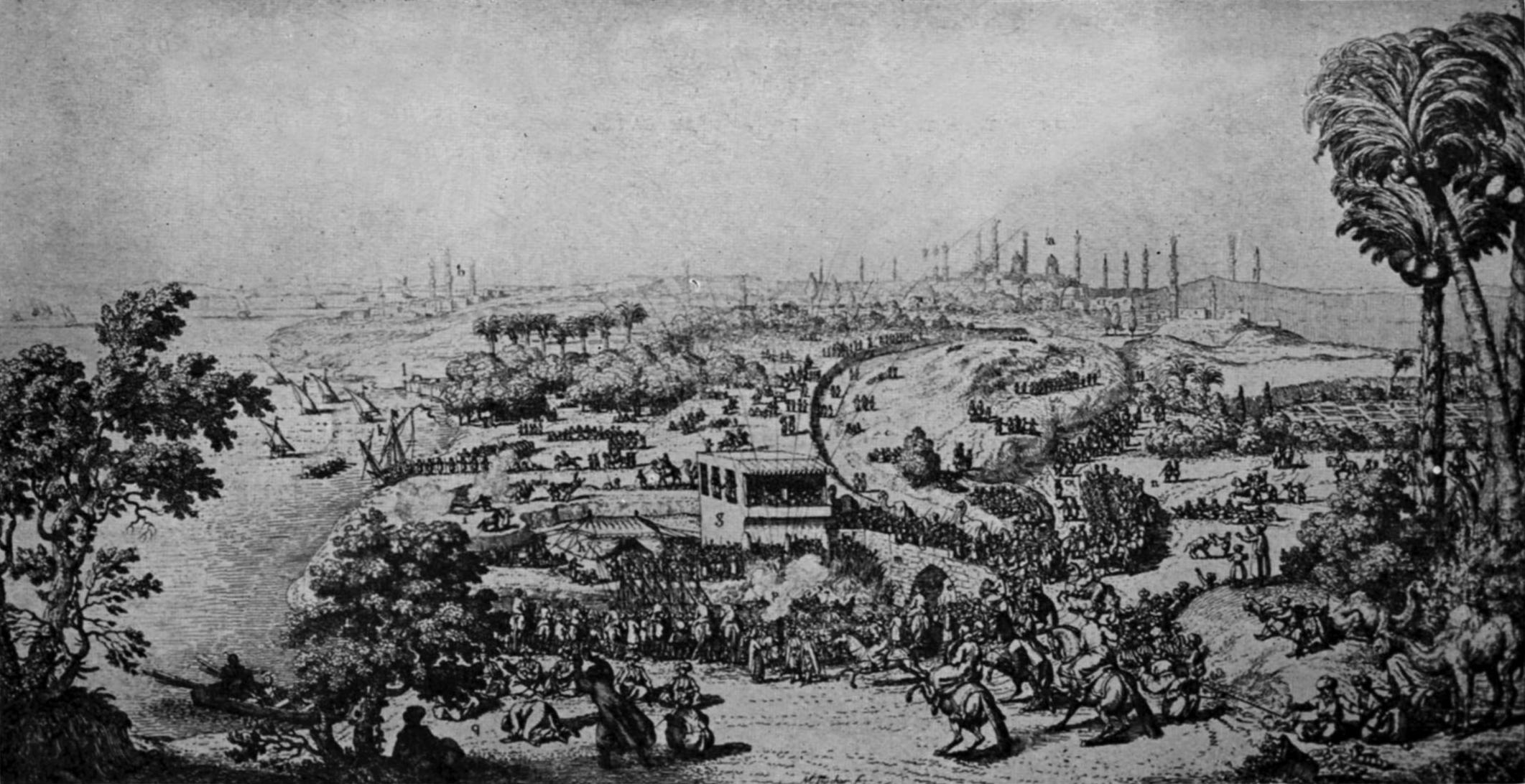
Festival del Nilo, obra de Fréderic Louis Norden para ilustrar Voyage d'Egypte et de Nubie.

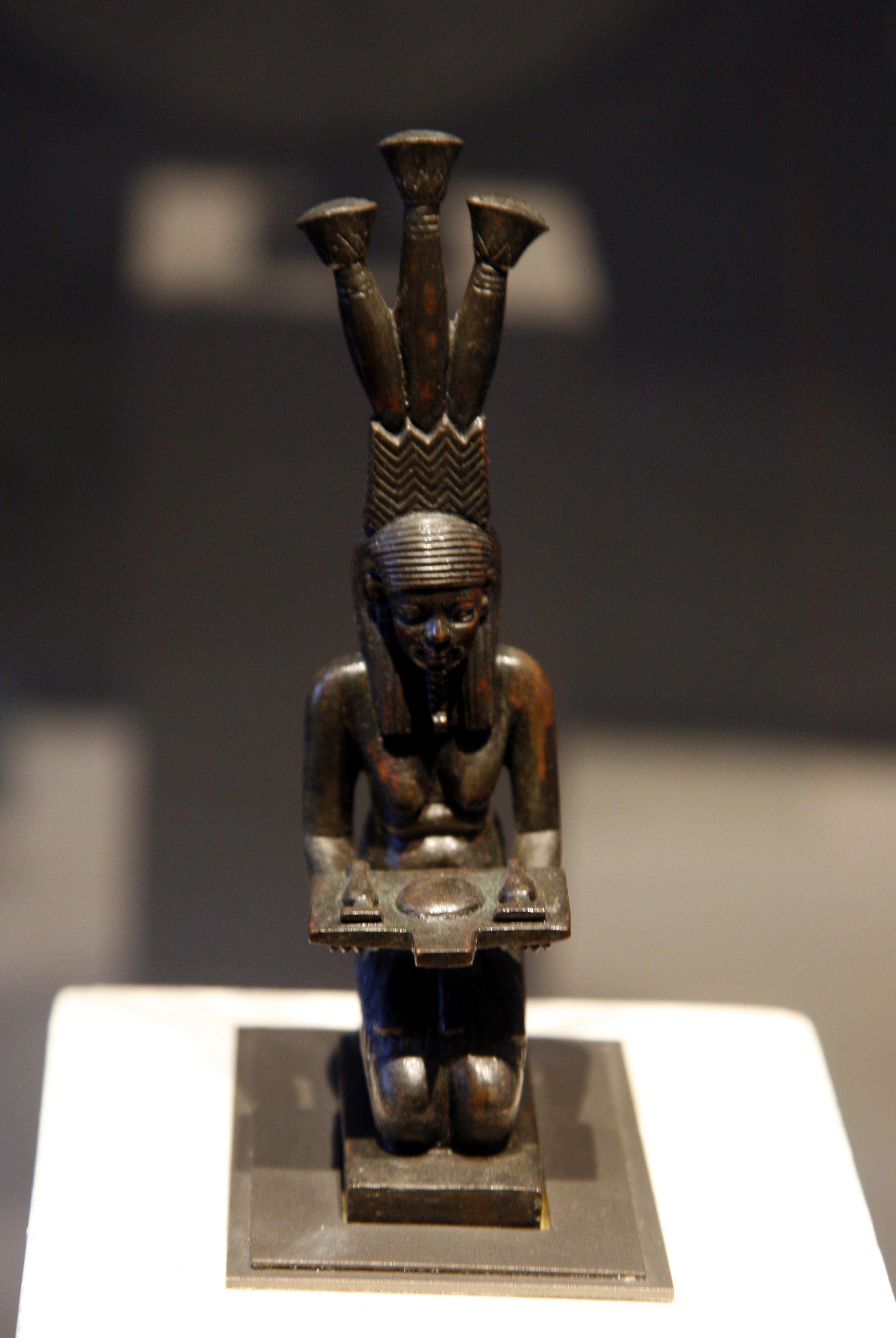
Genio de la inundación del Nilo.

Crecida o inundación del Nilo (Hi Hapi o Bahu en egipcio antiguo, en árabe: عيد وفاء النيل‎ Wafaa El-Nil) es un acontecimiento cíclico natural que ocurrió a lo largo de la historia en el río Nilo, permitiendo el surgimiento y desarrollo en su valle (Alto Egipto) y su delta (Bajo Egipto) de una de las primeras civilizaciones (la del Antiguo Egipto) sobre un territorio que de otra forma sería desértico e improductivo, por ausencia de lluvias significativas (el desheret o tierra roja), gracias a las aportaciones que se repetían año tras año de agua y suelo fértil (el kemet o "tierra negra" -los aluviones de fango o limo-). La capacidad de predecir la inundación y coordinar los extensos trabajos colectivos vinculados a ella, justificó la existencia de las estructuras e instituciones religiosas, políticas y sociales del Imperio egipcio (destacadamente, el faraón y los sacerdotes). Las alteraciones de la crecida, tanto por exceso como por defecto, causaban graves problemas (hambrunas, destrucción de diques, canales y poblaciones, etc.) Desde la segunda mitad del siglo XX, la construcción de la presa de Asuán regula su caudal, impidiendo que las aguas del Nilo desborden su cauce.

## Festividad
La crecida del Nilo se celebra con una festividad que se inicia el 15 de agosto y dura dos semanas. La fiesta se cristianizó y sigue siendo celebrada por la iglesia ortodoxa copta con una ceremonia de inmersión de la reliquia de un mártir en las aguas, denominada Esba` al-shahīd (dedo del mártir).

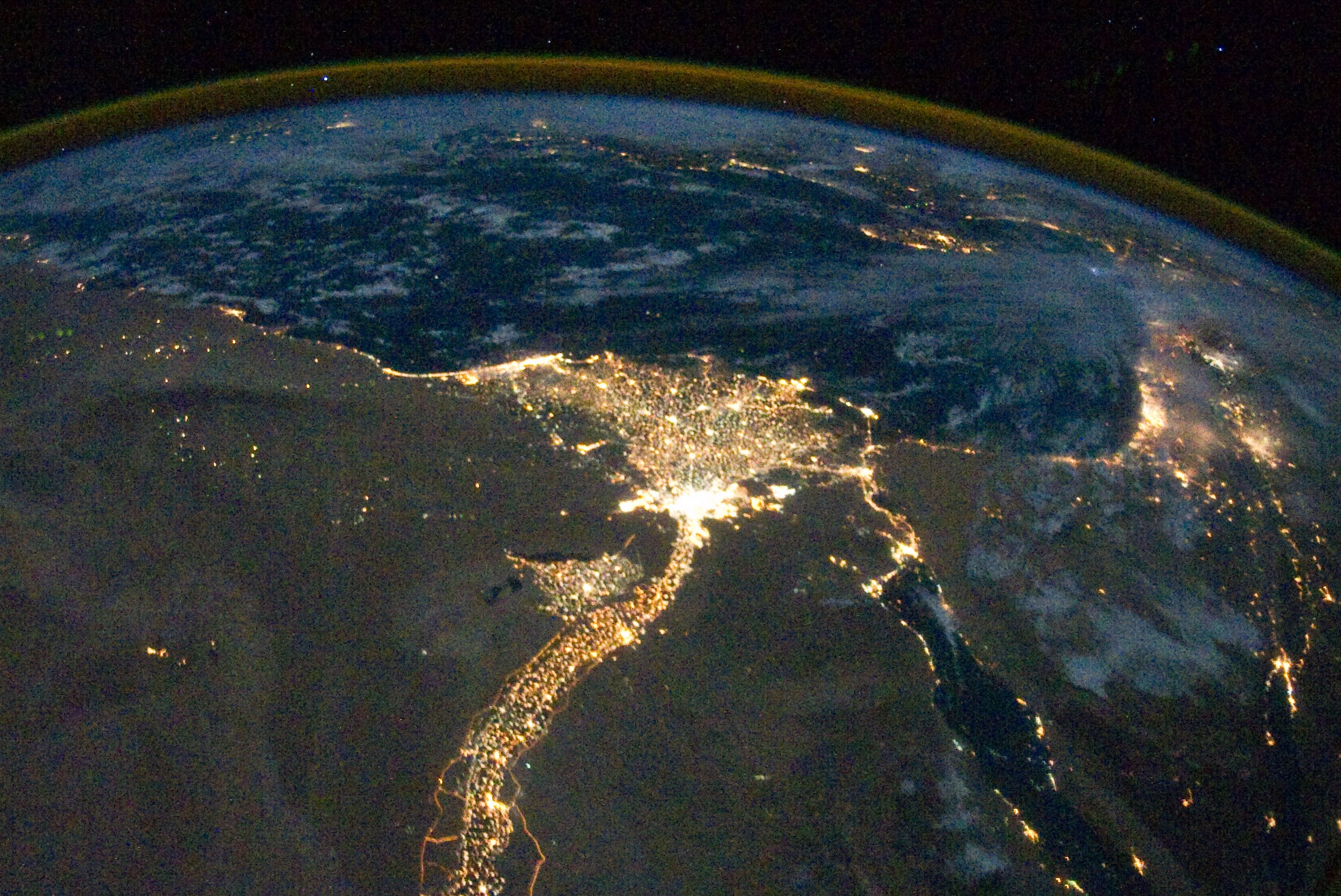
Incluso en la actualidad, la extensión de la superficie habitada de Egipto coincide esencialmente con las zonas beneficiadas por la crecida del Nilo en la Antigüedad.

| V28 | V28 | Q3 · N37 |

| V28 | V28 | Q3 · N37 |

| b | a | H | G32 | N36 · N23 |

| b | a | H | G32 | N36 · N23 |

|  |

|  |

|  |

|  |

|  |

|  |

|  |

|  |

## Explicación
Egipto a la que los griegos llegan con sus naves es, para los egipcios, una tierra ganada al mar y un don del río
Herodoto (Historias II, 5, 1), parafraseando a Hecateo de Mileto según Flavio Arriano (Anabasis Alexandri V, 6, 5).

La inundación se predecía con técnicas astronómicas (la observación de la estrella Sotis -Sirio-) y se medía con instrumentos denominado nilómetros. 
El calendario egipcio dividía el año en tres estaciones: Akhet ("inundación" -de julio a noviembre-), Peret ("surgimiento" de las tierras o "germinación" -de noviembre a marzo-), y Shemu ("calor" o "cosecha" y pago de los impuestos -de marzo a julio-); aunque la acumulación de un pequeño desfase temporal hacía que estuviera desconectado de las estaciones reales en un ciclo de 1460 años. En la mitología egipcia, que personalizaba al río como dios Hapi, se atribuía la inundación a las lágrimas de Isis por la muerte de su hermano-esposo Osiris (Mito de Osiris y ritual del mes de Khoiak)
Entre las explicaciones no míticas que se habían propuesto desde la Antigüedad para el fenómeno, Diodoro Sículo presenta varias pero las rechaza, excepto la de Agatárquidas de Cnido: la inundación anual sería causada por las lluvias que cayeran en las montañas de Etiopía entre el solsticio de verano y el equinoccio de otoño.

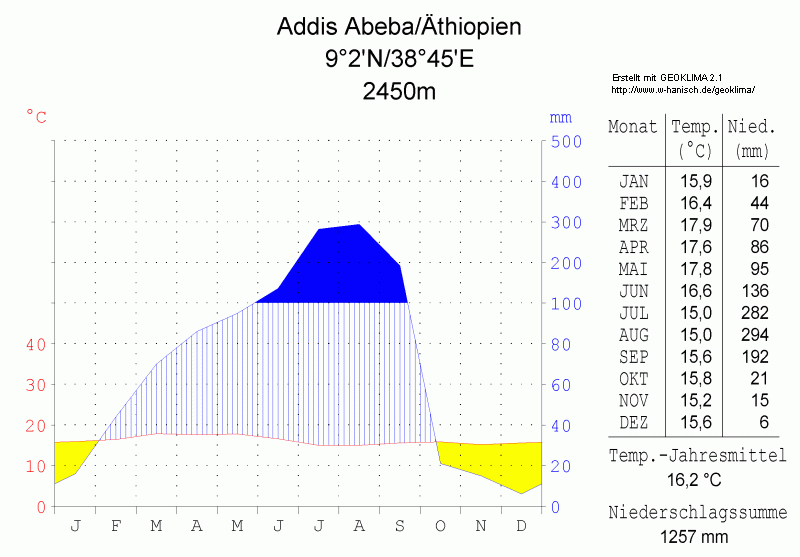
Climograma de Addis Abeba. Destacado en azul, el periodo con más de 100 mm de precipitaciones mensuales (de junio a septiembre), y en amarillo la estación seca (de octubre a enero).

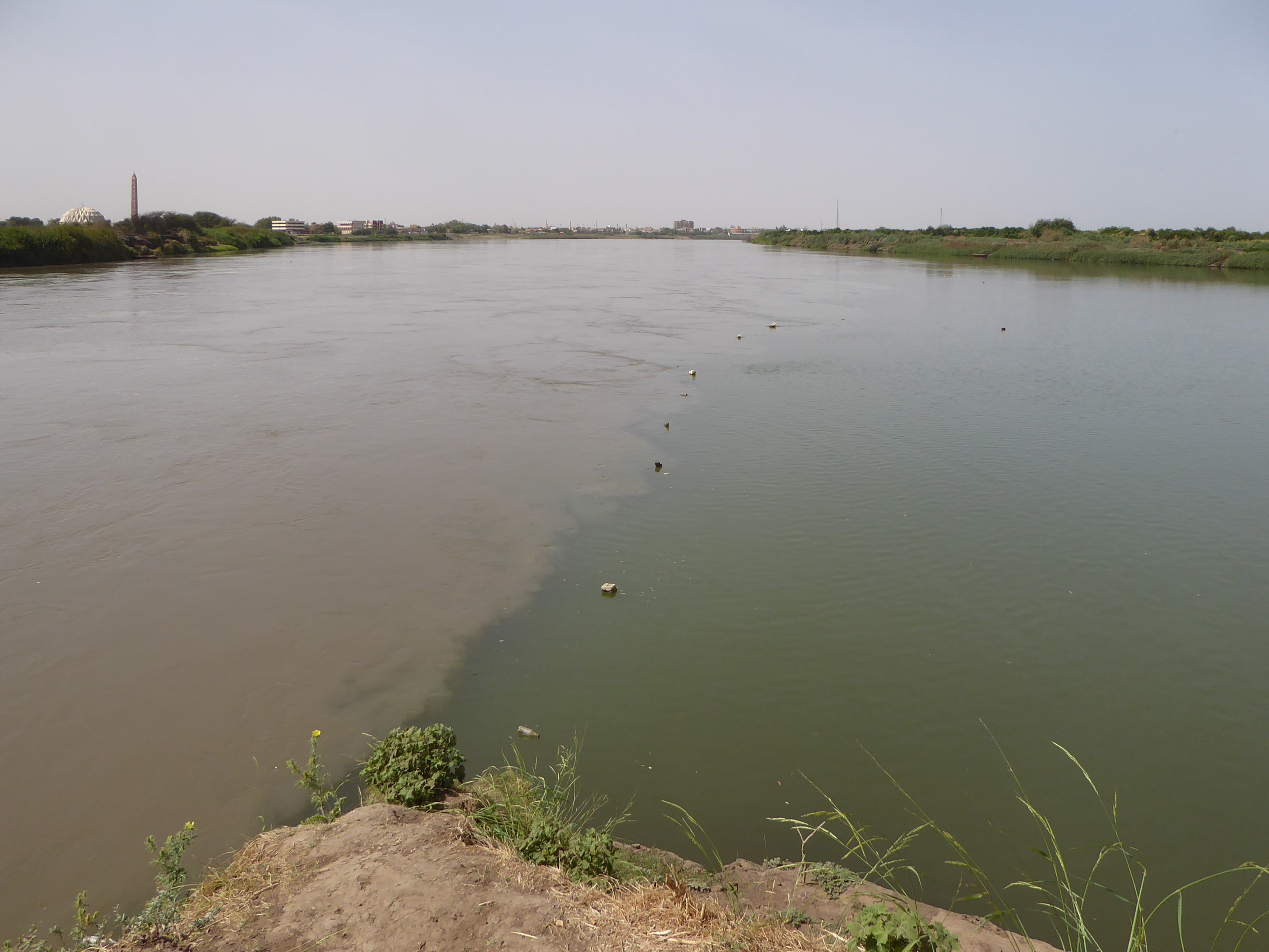
Confluencia del Nilo Azul con el Nilo Blanco.

Hasta las exploraciones geográficas europeas del siglo XIX no se encontraron las "fuentes del Nilo" y se desarrolló una explicación científica. Efectivamente, la causa de la inundación son las lluvias monzónicas que caen sobre el Macizo etíope (hasta unos 4500 mm -en la capital, Addis Abeba, más de 1000 mm-); la época del año en la que ocurren estas precipitaciones es entre mayo y agosto. La mayor parte de este caudal se encauza en los ríos Nilo Azul y Atbara. Tras aportar un 90% del caudal del Nilo en unos pocos meses, se convierten en cursos menores. El caudal aportado por el Nilo Blanco es menor, pero más constante; sus aguas provienen de la región pantanosa del Sudd y los lagos de África Central, y su afluente más septentrional es el río Sobat, que es el que le aporta los sedimentos blancos que le dan su nombre, y que sí tiene una marcada crecida, llegando a aportar un 14% de las aguas del Nilo.

## Alcance

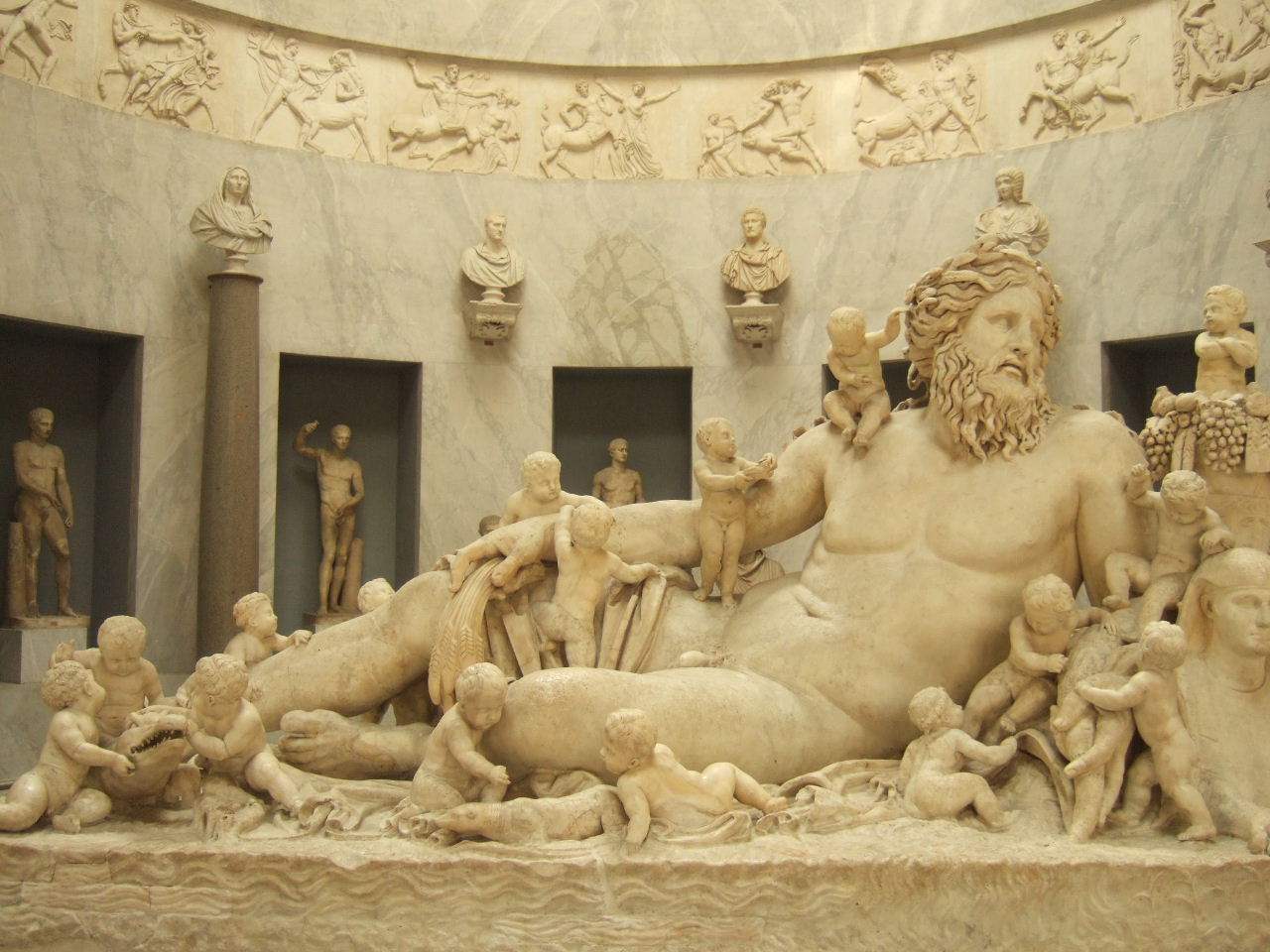
Nilo Vaticano, copia romana de un original de la escuela de Alejandría.

La crecida podía detectarse desde el comienzo del mes de junio en la primera catarata (Asuán), con un continuo incremento hasta mediados de julio, momento en que las aguas alcanzaban un gran nivel. La crecida continuaba aumentando hasta el comienzo del mes de septiembre, permaneciendo en un nivel estacionario por un periodo de unas tres semanas, algunas veces menos. En octubre solía aumentar de nuevo el nivel de las aguas, alcanzando su máximo nivel. A partir de entonces comenzaba el descenso, llegando el nivel mínimo del caudal en el mes de junio, justo antes de que el ciclo comenzara a repetirse. La crecida llegaba a El Cairo una semana después que a Asuán, y a Luxor cinco o seis días antes que a El Cairo. Las alturas típicas de la inundación eran de 45 pies (13.7 metros) en Asuán, 38 pies (11.6 metros) en Luxor y Tebas y 25 pies (7.6 metros) en El Cairo. La cantidad de aluviones que se acumulaban cada año llegaban a una altura de 10 o 12 centímetros.
Los "siete años de vacas flacas" (episodio bíblico del sueño del faraón y la intervención de José) se interpretan como una repetición de inundaciones fallidas del Nilo, que podría corresponder al reinado de Sesostris I (mediados del siglo XX a. C.) En época islámica, un periodo similar ocurrió bajo el califa fatimí Al-Mustansir (año 1.070 d. C.)

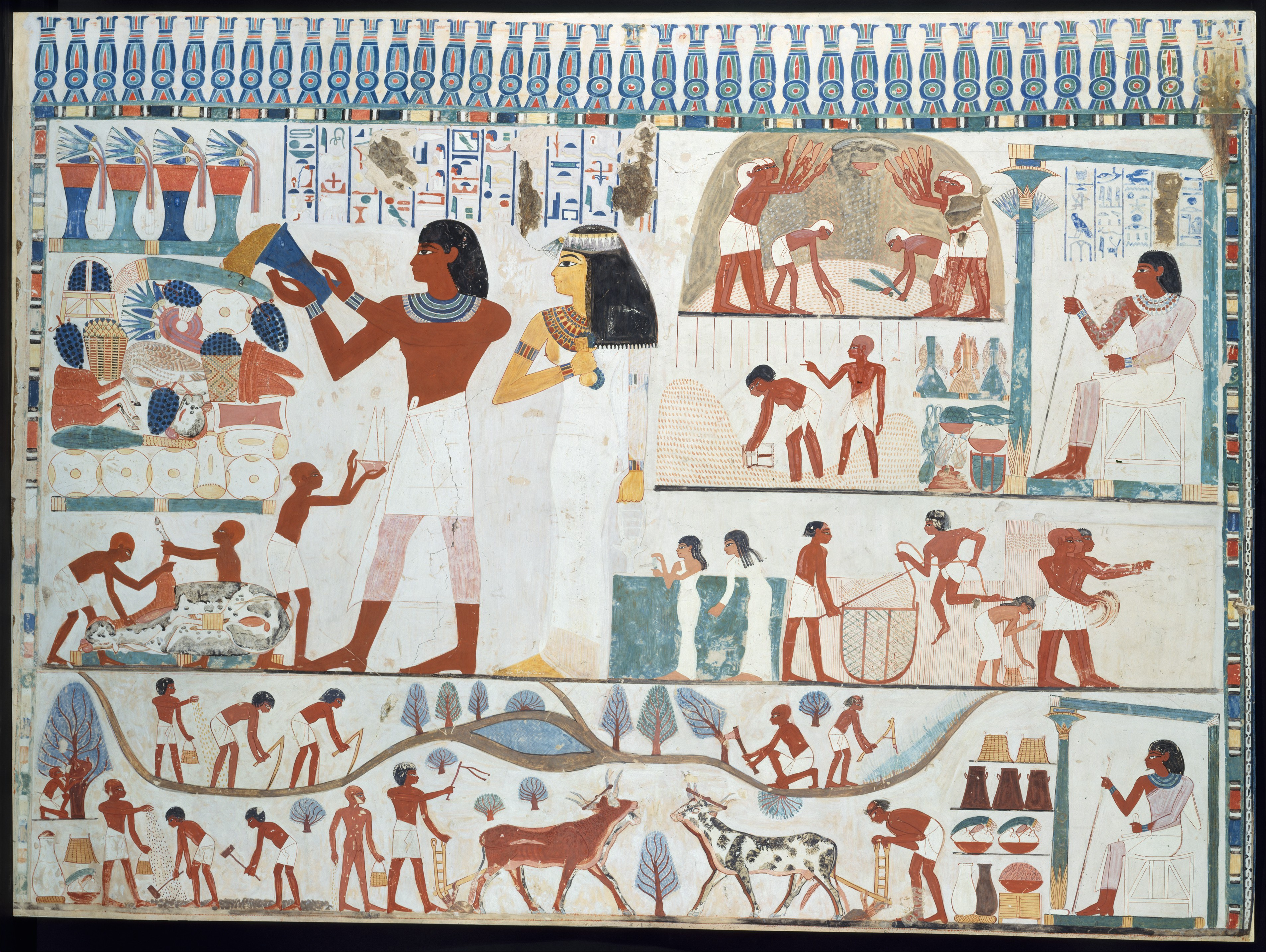
Escenas agrícolas representadas en la tumba de Nakht (TT52), necrópolis de Tebas, reinado de Tutmosis IV

El aprovechamiento de la crecida comenzó en el Neolítico, simplemente con el laboreo de las tierras tras la inundación, comenzando la agricultura en el Antiguo Egipto. A partir del V milenio a. C. se desarrollaron sistemas de canalización e irrigación que implicaban la división de las tierras de cultivo en grandes extensiones rodeadas por diques y presas con canales de entrada y salida. Las compuertas se abrían para permitir la inundación, y llegado el máximo se cerraban durante 45 días para permitir que el limo se depositara. Entonces el agua se drenaba hacia campos situados a un nivel más bajo o al propio cauce del Nilo. Inmediatamente después los agrimensores restablecían las parcelas y comenzaba la siembra; pudiéndose recolectar la cosecha tres o cuatro meses después. En la estación seca no se podían desarrollar cultivos. Si la crecida de un año no llegaba a los campos superiores, no había cosecha; si la crecida era excesiva, destruía los diques, canales e incluso las poblaciones. La fertilidad de los suelos no se comprometía por la repetición constante de los cultivos, dada la renovación anual de los aluviones. Tampoco se producía salinización, puesto que el agua dulce del Nilo lavaba cualquier acceso de agua salada. Se estima que la población que podía ser alimentada por estos métodos agrícolas estuvo entre 2 y 12 millones de habitantes. A finales de la Edad Antigua los métodos agrícolas y las infraestructuras habían decaído, con lo que la población se encontraba en niveles mínimos, que no se superaron hasta la Edad Contemporánea: hacia 1800 la población de Egipto estaba en torno a los dos millones y medio de habitantes.

Por la mañana temprano, el sol asoma en la lejanía en un cielo color azul de acero y, volviéndose amarillo fuerte y abrasador, recorre su trayectoria por la arena unas veces parda, otras amarilla, ocre o blanca. Sus sombras, muy acusadas, contrastan sobre dicha arena como la tinta sobre el papel y recorta estilizadas siluetas de sus modelos. Y contra esta sequedad, siempre acompañada por el sol, que no conoce cambios de clima, ni lluvias, ni nieves, ni nieblas, ni granizos, que no sabe del retumbar del trueno, ni de centellear de los relámpagos; contra esta sequedad que abrasa el aire, sequedad pura, aséptica, conservadora de todo lo que puede petrificar, hacia esta región infecunda, granulosa, inestable, abriéndose paso entre movedizas dunas de arena, va avanzando el Nilo, el padre de los ríos, el Padre Nilo, que ha surgido de las profundidades del país, alimentado por los lagos y las lluvias del Sudán oscuro, húmedo y tropical, crece, desborda su cauce, inunda la arena, se traga grandes extensiones de desierto y escupe fango, ese fango fértil de julio. Y así, todos los años, desde hace milenios, crece dieciséis palmos [sic, codos] —dieciséis niños juegan alrededor del dios que simboliza el río, en el alegórico grupo de mármol del Vaticano—, y cuando de nuevo retorna lentamente a su álveo, saciado y satisfecho, no sólo se ha tragado parte del desierto, sino también la sequedad misma de la arena. En las zonas antes cubiertas por sus aguas pardas se siembra y brota trigo del suelo, dando un fruto doble y cuádruple; es el tiempo de las abundantes cosechas, que permitirán guardar alimento para las épocas de carestía. El «don del Nilo», como lo llamaba hace dos mil quinientos años Heródoto, era el granero de la Antigüedad que hacía pasar hambre a Roma, cuando el agua había quedado excesivamente baja o subido demasiado.
C. W. Ceram, Dioses, tumbas y sabios

Cuando el ascenso alcanza 12 codos, hay hambre; en 13 hay escasez; 14 trae alegría; 15, seguridad, y 16 abundancia, gozo y placer
Plinio el Viejo, Historia natural.